# サバール

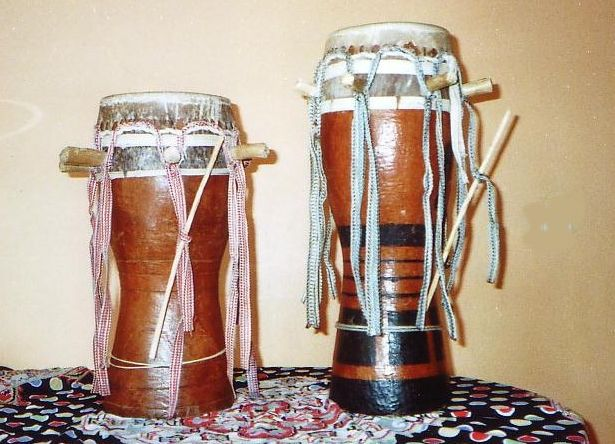
サバール

サバール(sabar)は、西アフリカ・セネガルの伝統的な太鼓の一種で、一般的に手と棒で叩かれる。
最も有名な演奏家はドゥードゥー・ンジャイ・ローズ(Doudou N'Diaye Rose、1930年7月28日-)。
元来、サバールは他の村とのコミュニケーションのために使われていた。異なる種類のリズムが、個別の意味を含有し、15キロメートル以上先まで音が届いた。
現代では結婚式やお祭りでは太鼓奏者のリズムに合わせてダンサーが踊る。
リズムのテンポが非常に速いのが特徴。

## 代表的なサバールメーカー
- MOPERC